# Klaus Rautmann
Klaus Rautmann (* 1941 in Wiesbaden) ist ein deutscher Landschaftsarchitekt. Er war in den Jahren 1990 bis 2005 der letzte Leiter des Bremer Gartenbauamtes, aus dem 1997 Stadtgrün Bremen hervorging.

## Werdegang
Rautmann studierte Landespflege in Berlin bei Hermann Mattern, dem bedeutendsten deutschen Landschaftsarchitekten. Von 1976 bis 1982 war er Assistent an der Technischen Universität Hannover, wo er auch promoviert wurde. Danach studierte er in Berlin beim „Staudenpapst“ Karl Foerster Gartenlandschaftsarchitektur, sammelte Erfahrungen, zunächst in einem niederländischen Planungsbüro, dann im Ruhrgebiet als Gartenamtsleiter. Dabei war er 1989 in Essen Mitautor der Machbarkeitsstudie Emscher Landschaftspark. 1990 übernahm er die Leitung des Bremer Gartenbauamtes, ein Amt, das er bis 2005 innehatte. Aus diesem ging 1997 Stadtgrün Bremen hervor, das 470 Mitarbeiter beschäftigte.
Rautmann ist Mitglied im Vorstand des Landesverbandes Bremen / Niedersachsen - Nord in der Deutschen Gesellschaft für Gartenkunst und Landschaftskultur und deren 1. Vorsitzender.

## Veröffentlichungen
- Freiraumansprüche Berufstätiger, Diss., Hannover 1982.
- mit Uta Müller-Glaßl: Die Bremer Wallanlagen. Von der Dauerhaftigkeit eines Konzepts, in: Klassizismus in Bremen. Formen bürgerlicher Kultur (= Jahrbuch der Wittheit zu Bremen, 33), Bremen 1994, S. 73–84.
- Neue Organisationsstrukturen der Grünflächenämter. Stadtgrün Bremen als Wirtschaftsbetrieb, in: Stadt + Grün, Nr. 1 (1997), S. 24ff.
- Am Anfang war der Hausgarten, in: Stadt + Grün. Das Gartenamt, Band 51 (2002), S. 51–54.
- Entwicklung und Wertschätzung des Bremer Grüns, in: Stadt + Grün. Das Gartenamt, Band 51 (2002), S. 7–9.
- Ehrung Dr. Lothar, Deutsche Gesellschaft für Gartenkunst und Landschaftskultur, 2014.
- Erich Ahlers (1909–2004) – Berndt Andreas (* 1924). Gartenbaudirektoren in Bremen, in: Stadt + Grün, Band 63 (2014).
- Wissenschaftliche Enklave und Ort überschäumender sinnlicher Wahrnehmung: der Rhododendron-Park, Bremen 2015, S. 13–18.
- mit Matthias Riedel: Rhododendron, Azaleen & Hortensien : Erinnerungen an Dr. Lothar, Bremen 2015.
- Vielfältiges Bremer Großstadtgrün. 33 Jahre engagiertes Wirken des Gartenbaudirektors Berndt Andreas (1924–2016) für Bremens Bürger/-innen, Deutsche Gesellschaft für Gartenkunst und Landschaftskultur, 2016.
- Ehemaliger Leiter des Umweltbetriebes Bremen Dr. Klaus Rautmann plädiert für Erhalt des wertvollen Platanenbestands am Neustädter Deich, Website der Bürgerinitiative Platanen am Deich, 2020.
- Weckruf zur Selbstverpflichtung Bremens die ungenutzten Stärken Bremer Grüns zielstrebig im Geiste der „Charta Zukunft Stadt und Grün“ weiter zu entwickeln, 2020